# Схід: Пісня двох людей
«Схід: Пісня двох людей» (англ. Sunrise: A Song of Two Humans) — американський німий фільм 1927 року Фрідріха Вільгельма Мурнау. На 5 вересня 2021 року фільм займав 248-му позицію у списку 250 кращих фільмів за версією IMDb.

## Сюжет
Герой О'Браєна, простий сільський хлопець, божеволіє від Міської Жінки. Та, засліплена пристрастю (або раптовою примхою?), спонукає його убити свою дружину.

## Творці фільму

### Актори
| Актор                  | Ім'я (лат.)          | Персонаж                          |
| ---------------------- | -------------------- | --------------------------------- |
| Артур Гаусман          | Arthur Housman       | Нав'язливий джентльмен            |
| Беррі Нортон           | Barry Norton         | Танцівник, в титрах не зазначений |
| Боб Кортман            | Bob Kortman          | Bit part, у титрах не зазначений  |
| Боділь Розінг          | Bodil Rosing         | Слуга                             |
| Гаррі Семельс          | Harry Semels         | Bit part, у титрах не зазначений  |
| Гібсон Гоуланд         | Gibson Gowland       | Сердитий водій                    |
| Дж. Фаррелл Макдональд | J. Farrell MacDonald | Фотограф                          |
| Джанет Гейнор          | Janet Gaynor         | Дружина сільського хлопця         |
| Джейн Вінтон           | Jane Winton          | Манікюрниця                       |
| Джино Коррадо          | Gino Corrado         | Менеджер перукарні                |
| Джордж О'Браєн         | George O'Brien       | Сільський хлопець                 |
| Едді Боланд            | Eddie Boland         | Нав'язливий Джентльмен            |
| Кларенс Вілсон         | Clarence Wilson      | Кредитор, у титрах не зазначений  |
| Маргарет Лівінгстон    | Margaret Livingston  | Міська Жінка                      |
| Ральф Сайпперлі        | Ralph Sipperly       | Перукар                           |

### Продюсери
| Продюсер    | Ім'я (лат.) |
| ----------- | ----------- |
| Вільям Фокс | William Fox |

### Сценаристи
| Сценарист       | Ім'я (лат.)        | Інше  |
| --------------- | ------------------ | ----- |
| Г.Г. Калдвел    | H.H. Caldwell      |       |
| Герман Зудерман | Hermann Sudermann  | Роман |
| Карл Маєр       | Carl Mayer         |       |
| Катрін Хіллікер | Katherine Hilliker |       |

### Оператори
| Оператор     | Ім'я (лат.)    |
| ------------ | -------------- |
| Карл Струсс  | Karl Struss    |
| Чарльз Рошер | Charles Rosher |

## Нагороди
- «Оскар» 1929 року.
- Переможець: Приз за художні переваги
- Переможець: Найкраща робота оператора
- Номінант: Найкраща робота художника